# رابرت ای. رسکورلا
رابرت ای. رسکورلا (انگلیسی: Robert A. Rescorla؛ زادهٔ ۹ مه ۱۹۴۰) یک روان‌شناس مشهور اهل ایالات متحده آمریکا و استاد بازنشستهٔ دانشگاه پنسیلوانیا است.
تخصص او در زمینهٔ چگونگی دخالت فرایندهای شناختی در شرطی‌شدن کلاسیک با تمرکز بر یادگیری و رفتار در جانوران است و پژوهش‌های گسترده‌ای در این زمینه دارد.